# بوتشام (نيوهامبشير)
بوتشام، هي منطقة فردية في بلدة ويستمورلاند في مقاطعة شيشاير، بالقرب من المجتمعات الكبيرة كين (نيوهامشير) وبراتلبورو (فيرمونت).
يعود تاريخ أقدم المنازل في بوشام إلى حوالي عام 1800. ويعود الاسم «بوشام» إلى كلمة أبيناكي الهندية والتي تعني «مكان التجمع». يتكون التجمع من المنازل والمزارع ويوجد أيضاً منجم فلوريت ومزارع الكروم.